# Arena Porte de la Chapelle
L'Arena Porte de la Chapelle, conosciuta anche come Adidas Arena per ragioni di sponsorizzazione, è un impianto sportivo polivalente coperto situato a Parigi, nel quartiere La Chapelle del XVIII arrondissement, e realizzato in occasione dei Giochi della XXXIII Olimpiade.

## Storia
Nel maggio 2020 fu presentato il progetto per l'arena e la sua realizzazione venne affidata all'azienda Bouygues. Il successivo 25 luglio fu annunciato che l'arena sarebbe stata intitolata ad Alice Milliat, pioniera nella lotta per l'accesso delle donne alle competizioni sportive internazionali, tuttavia l'8 luglio 2022 il consiglio di Parigi approvò l'assegnazione dei diritti di denominazione dell'arena ad Adidas; ad Alice Milliat venne invece intitolata la piazza situata davanti all'impianto. I lavori di costruzione, dal costo stimato di 90 milioni di euro, ebbero inizio nel giugno 2021.
L'arena è stata ufficialmente inaugurata l'11 febbraio 2024, in occasione della partita tra la squadra di casa Paris Basketball e Saint-Quentin Basket-Ball. Tra il 27 luglio e il 10 agosto 2024 l'impianto ha ospitato le gare di badminton e ginnastica ritmica dei Giochi della XXXIII Olimpiade, e tra il 29 agosto e il 7 settembre ha ospitato quelle di badminton e powerlifting dei XVII Giochi paralimpici estivi.

## Caratteristiche
La struttura ha una superficie complessiva di 20 000 m² ed è in grado di accogliere fino a 8 000 spettatori per gli eventi sportivi e 9 000 per i concerti. Oltre all'arena principale per le partite, l'impianto contiene due palestre di dimensioni 44 × 24 metri, una delle quali dotata anche di 750 posti a sedere.